# Wolfgang Radtke
Wolfgang Radtke (* 13. Februar 1942 in Pobethen, Ostpreußen) ist ein deutscher Historiker. Er lehrte von 1980 bis 2010 als Professor für mittelalterliche Geschichte an der TU Berlin.
Nach dem Abitur 1961 in Ahrensburg studierte Radtke in Hamburg und Freiburg Geschichte, Deutsch, Philosophie und Pädagogik auf Lehramt. Er bestand 1967 das Erste und 1970 das Zweite Staatsexamen für das Lehramt an Gymnasien. Mit einer verfassungs- und sozialhistorischen Arbeit über das Hochstift Lübeck wurde er 1968 bei Otto Brunner in Hamburg promoviert. Von 1970 bis 1972 war Radtke Wissenschaftlicher Mitarbeiter bei der Historischen Kommission zu Berlin, anschließend erhielt er einen Ruf auf die Professur für Mittelalterliche Geschichte an der Pädagogischen Hochschule Berlin. 
Er wechselte 1980 an die Technische Universität Berlin, wo er bis 2010 als Professor mittelalterliche Geschichte lehrte. Eine Gastprofessur führte ihn 1988
an die Zhejiang-Universität in Hangzhou (Volksrepublik China). Zusammen mit Wolfgang König, Hans Poser und Welf Schnell leitete Radtke von 1990 bis 1997 die Arbeitsstelle für Geschichte und Philosophie der chinesischen Wissenschaften und Technik, aus der später das China Center der TU Berlin hervorging. Er ist ordentliches Mitglied der Historischen Kommission zu Berlin und der Brandenburgischen Historischen Kommission. Im Jahr 2000 übernahm er von Lieselott Enders den Vorsitz der Forschungsstelle für Brandenburgische Landesgeschichte beim Brandenburgischen Landeshauptarchiv Potsdam.
Seine Arbeitsschwerpunkte sind die Geschichte der östlichen Territorien des Reiches von der Frühen Neuzeit bis zum Ende des Ersten Weltkrieges, insbesondere deren Wirtschaftsgeschichte; Stadtgeschichte der Frühen Neuzeit; Industrialisierung; der Mittelstand im 19. Jahrhundert; Bankengeschichte; sowie die Berliner und Brandenburgische Geschichte.

## Schriften
- Die Herrschaft des Bischofs von Lübeck. Ein Beitrag zur Verfassungs- und Sozialgeschichte. Hamburg 1968 (zugleich: Dissertation, Universität Hamburg, 1968).
- Die Preußische Seehandlung zwischen Staat und Wirtschaft in der Früüphase der Industrialisierung. Berlin 1981.
- Armut in Berlin. Die sozialpolitischen Ansätze Christian von Rothers und der Königlichen Seehandlung im vormärzlichen Preußen. Berlin 1993, ISBN 3-05-002290-6.
- Gewerbe und Handel in der Kurmark Brandenburg 1740 bis 1806. Zur Interdependenz von kameralistischer Staatswirtschaft und Privatwirtschaft. Berlin 2003, ISBN 3-8305-0293-1.
- Brandenburg im 19. Jahrhundert (1815–1914/18). Die Provinz im Spannungsfeld von Peripherie und Zentrum (= Bibliothek der Brandenburgischen und Preußischen Geschichte, 15) Berlin 2016, ISBN 978-3-8305-3646-8.